# Rue Gaston-Tissandier
Pour les articles homonymes, voir Tissandier.
La rue Gaston-Tissandier est une voie du 18e arrondissement de Paris, en France.

## Situation et accès
La rue Gaston-Tissandier est une voie publique située dans le 18e arrondissement de Paris. Elle débute au 32-38, boulevard Ney et se termine rue Charles-Hermite.

## Origine du nom

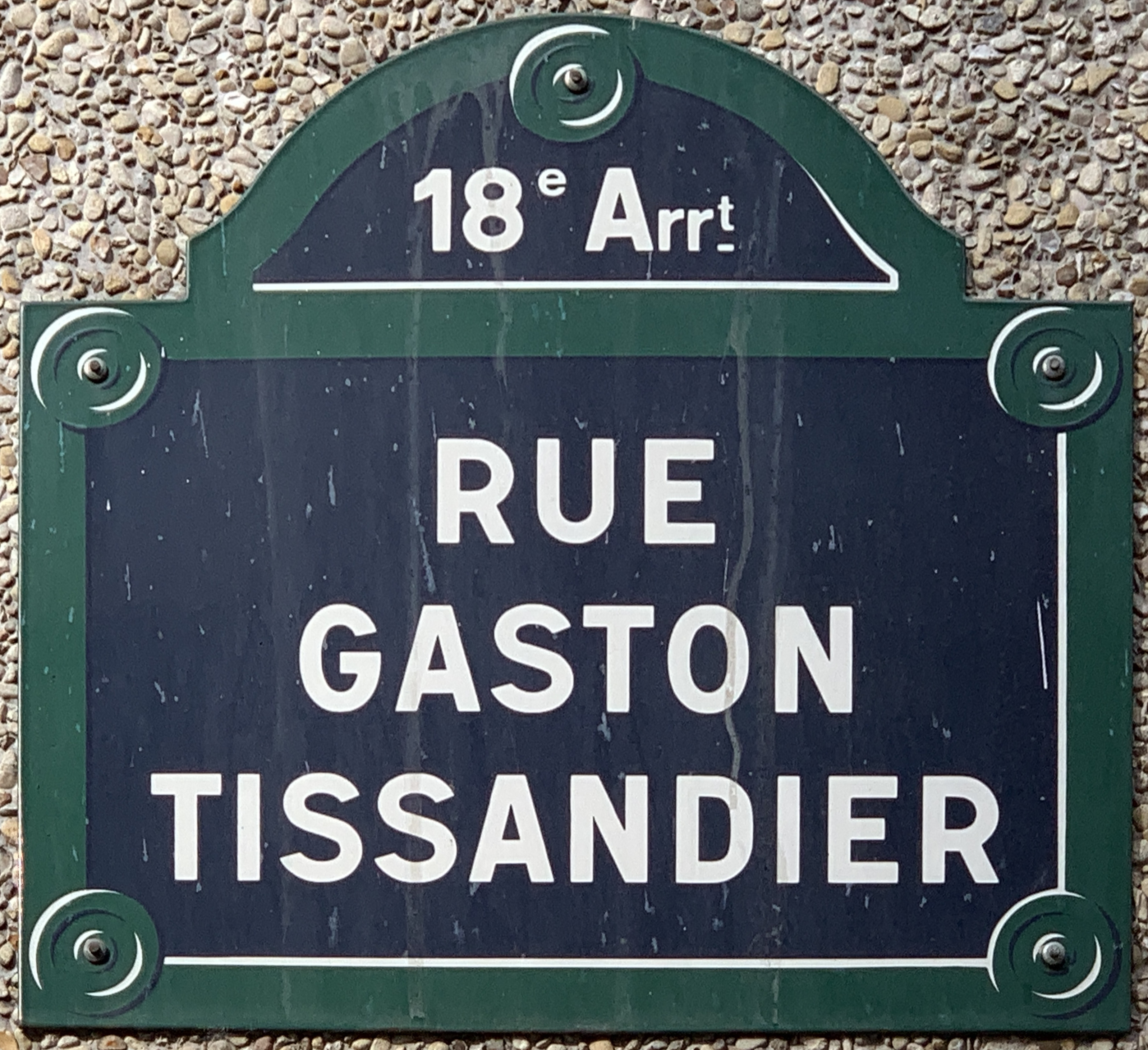
Plaque de la rue.

Elle tient son nom de Gaston Tissandier (1843-1899), scientifique et aérostier français.

## Historique
La rue a été ouverte par l'Office public d'habitations de la ville de Paris, et a pris sa dénomination actuelle en 1934, sur l'emplacement du bastion no 32 de l'enceinte de Thiers.
Elle est située dans le périmètre de la ZAC Gare des Mines-Fillettes.